# Gypona unduavia
Gypona unduavia är en insektsart som beskrevs av Delong och Foster 1981. Gypona unduavia ingår i släktet Gypona och familjen dvärgstritar. Inga underarter finns listade i Catalogue of Life.